# Pentaceratop

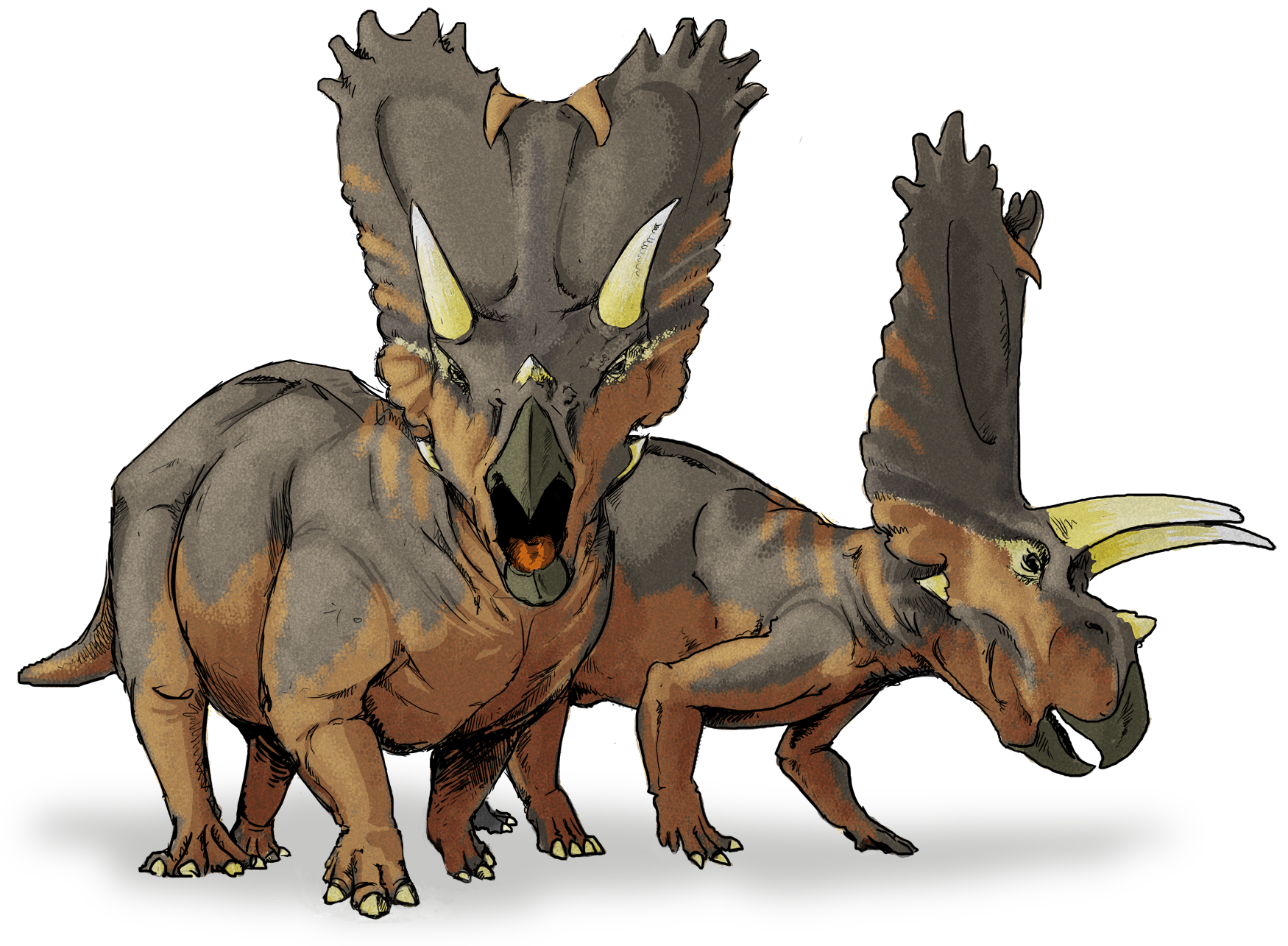
Representació artística d'un parell de pentaceratops

El pentaceratop (Pentaceratops, "Cara amb cinc banyes") és un gènere de dinosaure ceratòpsid que visqué a Nord-amèrica a finals del període Cretaci, fa entre 70 i 65 milions d'anys.
Les primeres restes fòssils foren trobades i descrites per Henry Fairfield Osborn l'any 1923, a Nou Mèxic.
Pentaceratops mesurava 8 m de longitud, 4 m d'alçada i pesava uns 5.500 kg. Presentava tres banyes sobre el cap, un bec fort i gruixut força similar al dels lloros i un gran collar ossi.